# Carol Fredette
Carol Fredette (* 15. April 1940 in New York City; † 24. Januar 2021) war eine US-amerikanische Jazzmusikerin (Gesang, Arrangement).

## Leben und Wirken
Fredette stammte aus einer sehr musikalischen Familie, zu der auch ein Onkel, Marty Bell, gehörte, der in den 1950er Jahren mit Don Elliott ein Album als Cool-Jazz-Trompeter und Sänger aufgenommen hatte. Sie sang in der Schule, und nachdem sie ein Jahr lang die Florida State University besucht hatte, hörte sie das Stan Kenton Orchestra und beschloss, nach New York zu ziehen und zu versuchen, professionell als Jazzsängerin zu arbeiten. Sie brach das College ab, verbrachte den Sommer damit, am Wochenende mit der Band ihrer Onkel zu singen und viele Standards zu lernen.
Fredette arbeitete dann in New York City und sammelte Erfahrungen als Bandvokalistin mit den Bigbands von Sal Salvador, Larry Elgart und Neal Hefti. Sie war auch zwei Jahrzehnte lang auf Reisen und trat häufig in Übersee auf. 1978 ließ sich Fredette in New York nieder und trat seitdem unter anderem mit Mike Abene, Mike Renzi, Hank Jones, Steve Kuhn, Bucky Pizzarelli, Al Cohn und Dave Frishberg auf. Sie hat auch als Musikpädagogin gearbeitet.
1994 legte sie ihr Debütalbum Love Dance (Devil Moon) vor, das sie begleitet von Steve Kuhn (Keyboards), John Basile (Gitarre), David Finck (Bass) und Victor Lewis (Schlagzeug) aufgenommen hatte. Das Folgealbum spielte mit David Matthews und seiner Band ein (And Then It Happened). 1993 entstand ein Duoalbum mit Steve Kuhn (In the Shadows), auf dem sie Standards wie „They Say It's Wonderful“, „Jitterbug Waltz“ und „Yesterday's Gardenias“ interpretierte. 1995 folgte ein weiteres Album mit Kuhn sowie George Mraz und Billy Drummond (Everything I Need), bei dem auch Gastsolisten wie Wayne André, Chris Potter und Lew Soloff zu hören waren. In ihren späteren Jahren legte sie noch die Produktionen Everything in Time und No Sad Songs for Me vor. Im Bereich des Jazz war sie laut Tom Lord zwischen 1983 und 2012 an elf Aufnahmesessions beteiligt.
Fredette sei eine exzellente Jazzsängerin, urteilte Scott Yanow, die besonders gut mit kniffligen Texten umgehen konnte. Ihr Album Everything I Need (1995) sei ihr denkwürdigstes und zeige ihre witzigen Interpretationen der Musik von Dave Frishberg und Bob Dorough.